# سلطة السومن

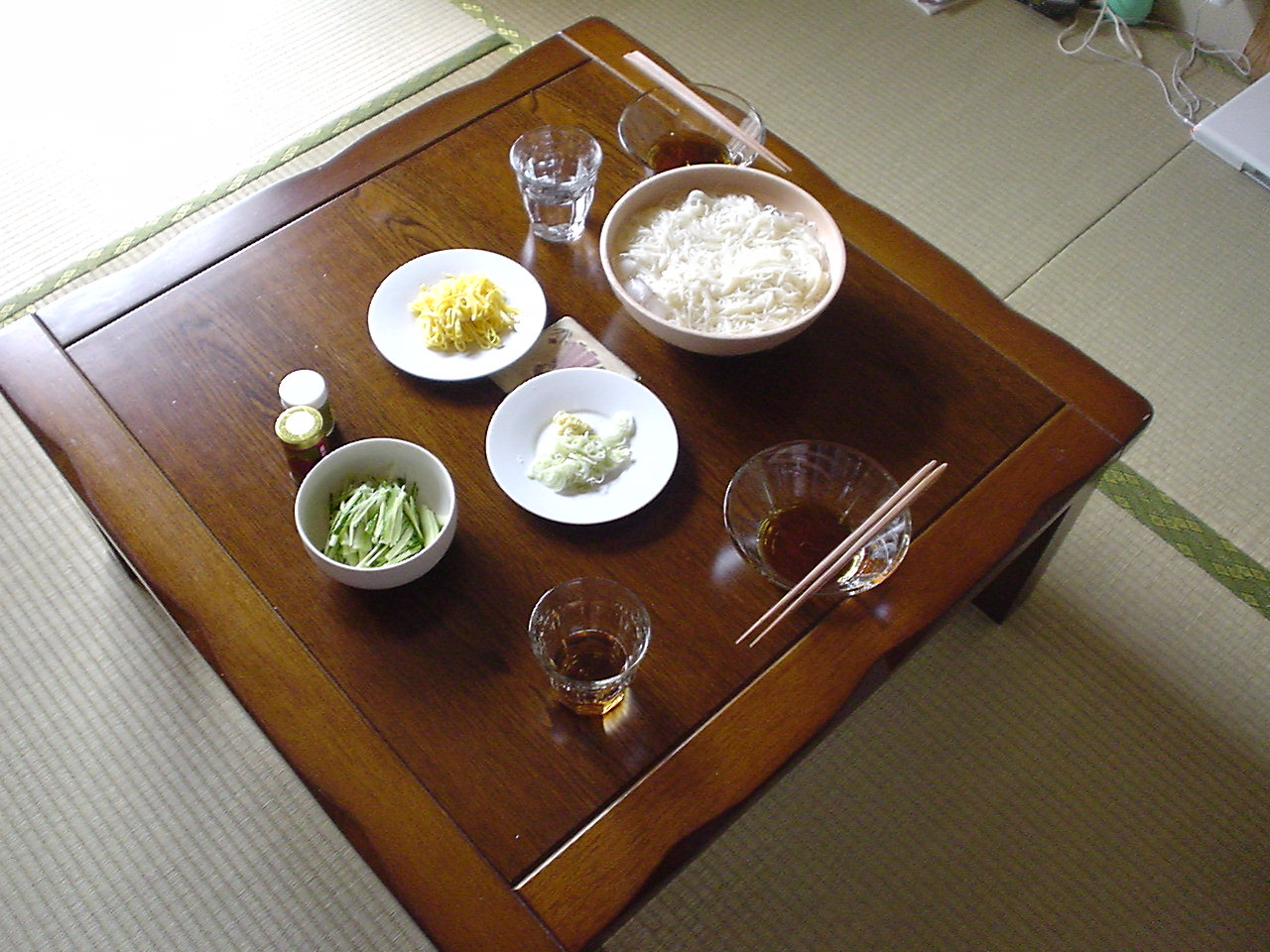
وجبة سومن البسيطة

سلطة السومن (باليابانية: 麺 サ ラ ダ ) هي نوع ياباني من سلطة المعكرونة تقدم باردة. السلطة هي طبق يعتمد على مكوناته الرئيسية، المعكرونة السومينية. بشكل أساسي، تتكون السلطة من ثلاثة أجزاء رئيسية: المعكرونة، الصلصة المبنية على الخل، والزينة. بعض الوصفات تشمل مرق الدجاج، عصير الليمون، أو زيت السمسم لخلطه في المرق. مجموعة متنوعة من مقبلات تتراوح من الخس المبشور ، والبصل الأخضر ، وبذور السمسم ، وشرائح اللحم المفروم أو لحم الخنزير المقدد إلى البيض المخفوق.